# Kristoff St. John
Kristoff St. John (ur. 15 lipca 1966 w Nowym Jorku, zm. 3 lutego 2019 w Los Angeles) – amerykański aktor. Występował w roli Neila Wintersa w operze mydlanej CBS Żar młodości (The Young and the Restless).

## Życiorys
Urodził się w Nowym Jorku. Jego ojciec, Christopher St. John, był aktorem i reżyserem, a jego macocha, Marie, aktorką, która ukończyła londyńską Royal Academy of Dramatic Art. Dorastał w Bridgeport w Connecticut i Los Angeles.
W wieku siedmiu lat pojawił się na małym ekranie w sitcomach ABC: To moja mama (That's My Mama, 1975) i Szczęśliwe dni (Happy Days, 1976). W miniserialu ABC Korzenie: Następne pokolenia (Roots: The Next Generations, 1979) wystąpił jako Alex Haley w wieku chłopięcym.
W operze mydlanej NBC Pokolenia (Generations, 1989) zagrał postać Adama Marshalla. Zasłynął kreacją Neila Wintersa w operze mydlanej CBS Żar młodości (The Young and the Restless), którą przyjął w 1991 roku. Za rolę odebrał w 1992 nagrodę Emmy i ośmiokrotnie nagrodę Image.
W 1997 wydał kasetę wideo z ćwiczeniami fitness Kick Butt!.
W 2014 powstał film dokumentalny A Man Called God (Człowiek zwany Bogiem), który St. John współreżyserował wraz ze swoim ojcem, zadebiutował na Festiwalu Czarnych Filmów w San Diego. Film został nagrodzony tam, a także na innych festiwalach, m.in. Amerykańskim Festiwalu Filmów Dokumentalnych i Festiwalu Filmowym w Beverly Hills.
W latach 1991–1995 był żonaty z bokserką Mią St. John, z którą miał dwoje dzieci: syna Juliana (1989–2014) i córkę Paris Nicole (ur. 1992). Julian popełnił samobójstwo w dniu 23 listopada 2014, po przebytej długiej chorobie psychicznej. 24 listopada 2001 poślubił Allanę Nadal, z którą miał córkę Lolę (ur. 15 kwietnia 2003). W 2007 doszło do rozwodu. 31 sierpnia 2018 zaręczył się z rosyjską modelką Kseniyą Olegovną Mikhalevą. Planowali ślub jesienią 2019.
Był wegetarianinem, brał udział w kampaniach o prawa zwierząt, organizowanych przez People for the Ethical Treatment of Animals.
Kristoff St. John został znaleziony martwy 3 lutego 2019 w swoim domu w San Fernando Valley w wieku 52 lat. TMZ poinformował, że St. John był leczony z powodu depresji w Centrum Medycznym Ronalda Reagana UCLA na tydzień przed jego śmiercią. Jego śmierć uznano za nieszczęśliwy wypadek, a przyczynę podano jako kardiomiopatia przerostowa.